# Gladys Hanson
Gladys Hanson, nata Gladys Snook  (Atlanta, 5 settembre 1883 – Atlanta, 23 febbraio 1973), è stata un'attrice statunitense teatrale e cinematografica.
Iniziò la sua carriera a Broadway nel 1907 con la compagnia di Charles Frohman. Recitò accanto a Edward Hugh Sothern, Eugene O'Brien, Emma Dunn e Milton Sills.
Nel 1914 cominciò a lavorare per il cinema per la Famous Players e poi per l'Universal e l'Essanay. La sua ultima apparizione fu nel 1928.
Si sposò con Charles Emerson ma il matrimonio, da cui nacque una figlia, Gladys-Irene Cook, finì in un divorzio.

## Filmografia
- The Straight Road, regia di Allan Dwan (1914)
- The Climbers, regia di Barry O'Neil (1915)
- The Primrose Path, regia di Lawrence Marston (1915)
- The Evangelist, regia di Barry O'Neil (1916)
- The Havoc, regia di Arthur Berthelet (1916)
- National Red Cross Pageant, regia di Christy Cabanne (1917)
- Walls Tell Tales, regia di Edmund Lawrence - cortometraggio (1928)